# 시라카와촌
시라카와촌(일본어: 白川村)은 일본 기후현 북서부에 있는 오노군의 정이다. 북쪽은 도야마현, 서쪽은 이시카와현과 접하는 산촌이다.

## 지리
하쿠산을 주봉우리로 하는 료하쿠 산지에 의해 이시카와현과 나뉘고 북쪽은 닌교산에 의해서 도야마현의 고카야마와 구분되는 산촌이다. 면적의 95.7%를 산림이 차지하고 있고 그것도 험난한 곳이 많은 것이 특징이다. 산들 사이를 누비듯이 쇼가와강이 흘러 북쪽으로 인접하는 도야마현 난토시까지 계속된다. 쇼가와강가의 몇 안 되는 평탄지에 취락이 흩어져 있다.
시라카와촌은 동해측 기후로 "특별 폭설 지대"이며 이러한 풍토에서 갓쇼즈쿠리라는 독특한 가옥이 만들어졌다. 갓쇼즈쿠리 취락은 유네스코 세계유산에 등록되어 있다. 하쿠산 국립공원의 산맥을 배경으로 한 모습은 관광 자원으로 중요하다. 또 쇼가와강 상류에는 하쿠스이 호수, 미보로호라는 댐 호수가 있다.
기후현 내에 있지만 자동차로 왕복 3시간 정도 걸리는 같은 히다 지역의 다카야마시보다 1시간 정도로 갈 수 있는 도야마현 난토시와의 관계가 강하다. 1999년에는 도야마현 난토시와 함께 난토 광역 연합을 형성했다.

## 역사
1875년 정촌제 시행 당시에 작은 촌들이 합쳐져 미보로촌이 되었다. 예로부터 히다국의 쇼가와강 유역은 시라카와고로 불리고 있었고 그 중 "시모시라카와고"로 불리는 강 하류 쪽(북쪽)이 시라카와촌, "가미시라카와고"로 불리는 상류 쪽(남쪽)이 쇼카와촌(현 다카야마시)가 되었다.
히다 지역의 모든 시정촌에서 결성한 "히다 지역 합병 추진 협의회"에도 참가하고 있었지만 난토시와의 관계와 세계유산이기도 한 시라카와고의 이미지를 해치면 좋지 않다는 내외의 목소리도 있어 2003년에 이탈해 단독 촌제를 유지하기로 결정했다. 현재 기후현 북부의 히다 지역에서 유일한 정촌을 이룬다.
이는 갓쇼즈쿠리 취락에 의한 관광 관련 수입에 의해 재정 상태가 양호한 점이 크다. 옛날부터 갓쇼즈쿠리 취락은 관광지로 유명했지만 세계유산 등록 이후 이전보다 더 많은 관광객이 방문하게 되었다. 그러나 관광지화로 마을의 소박함과 원래 풍경이 손상되어 매력이 저하되고 있다는 우려를 낳고 있다.
2008년 7월에 도카이호쿠리쿠 자동차도가 전선 개통해 고교생들이 기숙사 통학에서 해방되어 자택 통학이 가능해지는 등 이전에 비해 접근성이 용이해졌다.

## 교통

### 도로
- 도카이호쿠리쿠 자동차도
- 국도 156호선
- 국도 360호선

## 관광
유네스코 세계유산으로 지정된 시라카와고와 고카야마의 갓쇼즈쿠리 마을이 있다.

## 인구
| 연도 | 인구  | ±%     |
| ---- | ----- | ------ |
| 1970 | 2,525 | —      |
| 1980 | 2,132 | −15.6% |
| 1990 | 1,892 | −11.3% |
| 2000 | 2,151 | +13.7% |
| 2010 | 1,733 | −19.4% |
| 2020 | 1,511 | −12.8% |

## 기후
| 시라카와촌의 기후                                            | 시라카와촌의 기후 | 시라카와촌의 기후 | 시라카와촌의 기후 | 시라카와촌의 기후 | 시라카와촌의 기후 | 시라카와촌의 기후 | 시라카와촌의 기후 | 시라카와촌의 기후 | 시라카와촌의 기후 | 시라카와촌의 기후 | 시라카와촌의 기후 | 시라카와촌의 기후 | 시라카와촌의 기후 |
| 월                                                           | 1월               | 2월               | 3월               | 4월               | 5월               | 6월               | 7월               | 8월               | 9월               | 10월              | 11월              | 12월              | 연간              |
| ------------------------------------------------------------ | ----------------- | ----------------- | ----------------- | ----------------- | ----------------- | ----------------- | ----------------- | ----------------- | ----------------- | ----------------- | ----------------- | ----------------- | ----------------- |
| 역대 최고 기온 °C (°F)                                       | 15.5 (59.9)       | 16.5 (61.7)       | 22.5 (72.5)       | 29.9 (85.8)       | 31.6 (88.9)       | 33.8 (92.8)       | 36.3 (97.3)       | 36.5 (97.7)       | 34.8 (94.6)       | 29.8 (85.6)       | 24.5 (76.1)       | 19.6 (67.3)       | 36.5 (97.7)       |
| 일평균 최고 기온 °C (°F)                                     | 2.8 (37.0)        | 3.8 (38.8)        | 8.3 (46.9)        | 15.6 (60.1)       | 21.8 (71.2)       | 24.9 (76.8)       | 28.2 (82.8)       | 29.6 (85.3)       | 25.1 (77.2)       | 19.2 (66.6)       | 12.9 (55.2)       | 5.9 (42.6)        | 16.5 (61.7)       |
| 일일 평균 기온 °C (°F)                                       | −1.0 (30.2)       | −0.8 (30.6)       | 2.5 (36.5)        | 8.8 (47.8)        | 14.9 (58.8)       | 19.0 (66.2)       | 22.7 (72.9)       | 23.6 (74.5)       | 19.4 (66.9)       | 13.2 (55.8)       | 7.1 (44.8)        | 1.7 (35.1)        | 10.9 (51.7)       |
| 일평균 최저 기온 °C (°F)                                     | −4.4 (24.1)       | −5.0 (23.0)       | −2.3 (27.9)       | 2.7 (36.9)        | 8.6 (47.5)        | 14.1 (57.4)       | 18.6 (65.5)       | 19.2 (66.6)       | 15.2 (59.4)       | 8.8 (47.8)        | 2.8 (37.0)        | −1.7 (28.9)       | 6.4 (43.5)        |
| 역대 최저 기온 °C (°F)                                       | −16.4 (2.5)       | −15.8 (3.6)       | −15.5 (4.1)       | −8.3 (17.1)       | −0.7 (30.7)       | 4.2 (39.6)        | 10.8 (51.4)       | 11.7 (53.1)       | 3.6 (38.5)        | −1.8 (28.8)       | −8.3 (17.1)       | −14.9 (5.2)       | −16.4 (2.5)       |
| 평균 강수량 mm (인치)                                        | 281.8 (11.09)     | 204.5 (8.05)      | 195.8 (7.71)      | 151.6 (5.97)      | 128.8 (5.07)      | 187.1 (7.37)      | 277.7 (10.93)     | 190.5 (7.50)      | 214.5 (8.44)      | 167.9 (6.61)      | 181.6 (7.15)      | 282.8 (11.13)     | 2,458.2 (96.78)   |
| 평균 강설량 cm (인치)                                        | 340 (134)         | 251 (99)          | 149 (59)          | 19 (7.5)          | 1 (0.4)           | 0 (0)             | 0 (0)             | 0 (0)             | 0 (0)             | 0 (0)             | 12 (4.7)          | 201 (79)          | 972 (383)         |
| 평균 강수일수 (≥ 1.0 mm)                                     | 22.2              | 17.1              | 16.7              | 13.2              | 11.7              | 11.8              | 15.0              | 11.4              | 13.2              | 12.6              | 15.4              | 21.2              | 181.5             |
| 평균 강설일수 (≥ 3 cm)                                       | 20.6              | 16.5              | 14.6              | 2.7               | 0.1               | 0                 | 0                 | 0                 | 0                 | 0                 | 1.3               | 12.3              | 68.1              |
| 평균 월간 일조시간                                           | 41.2              | 62.1              | 105.0             | 160.8             | 196.9             | 150.6             | 149.4             | 175.1             | 125.0             | 121.3             | 88.8              | 47.0              | 1,417.8           |
| 출처: 일본 기상청 (평년값: 1991년~2020년, 극값: 1978년~현재) |                   |                   |                   |                   |                   |                   |                   |                   |                   |                   |                   |                   |                   |

## 같이 보기
- 고카야마